# Lyssomanes tenuis
Lyssomanes tenuis là một loài nhện trong họ Salticidae.
Loài này thuộc chi Lyssomanes. Lyssomanes tenuis được Peckham & Wheeler miêu tả năm 1889.